# Верхнекамская
Верхнека́мская — железнодорожная станция Кировского региона Горьковской железной дороги. Начальная станция Гайно-Кайской железной дороги. Расположена в посёлке городского типа Рудничном Верхнекамского района Кировской области. Осуществляет пассажирские и грузовые операции.

## История
В начале XX века в окрестностях будущей станции началась разработка месторождений фосфоритной руды. Спустя несколько лет, в 1923 году, началось строительство посёлка для работников рудника. Дальнейшее развитие фосфоритных месторождений требовало строительства соответствующих подъездных путей, поэтому в конце 1929 года от станции Яр на Транссибирской магистрали начали прокладывать железнодорожную ветку на северо-восток нынешней Кировской области. В 1930-е годы железная дорога была доведена до посёлка Рудничного, в связи с чем здесь была основана станция Верхнекамская.
В 1937 году в связи с созданием Вятлага началось строительство железной дороги, которая должна была обеспечивать транспортную связь между различными лагпунктами Вятского ИТЛ. Дорога прокладывалась на север от станции Верхнекамская и к 1938 году дошла до станции Лесная, которая впоследствии стала главной на новой ветке.
В октябре 1939 года от станции Верхнекамская до Лесной было открыто регулярное пассажирское сообщение. Поезда первоначально состояли из маломощного паровоза и двух старых вагонов, которые были переданы от НКПС. В поездах продавались билеты.
Пассажирское сообщение к северу от Верхнекамской было прекращено в начале XXI столетия. С 2010 года Верхнекамская является самой северной пассажирской станцией на всей линии.

## Описание
Станция расположена на 180 километре однопутной неэлектрифицированной железнодорожной линии Яр — Лесная, на юго-западной окраине посёлка Рудничного. У южной границы станции, перед её входным семафором заканчивается участок пути, обслуживаемый Горьковской железной дорогой, и начинается ведомственная линия Гайно-Кайской железной дороги (ГКЖД).
Станция Верхнекамская насчитывает 5 путей, с восточной стороны от которых расположены боковая пассажирская платформа и одноэтажное здание вокзала. На станции используются локомотивы 2ТЭ10, ЧМЭ3.
К нечётной горловине станции примыкает куст подъездных путей, обслуживающих Верхнекамский фосфоритный рудник и исправительную колонию.

## Галерея

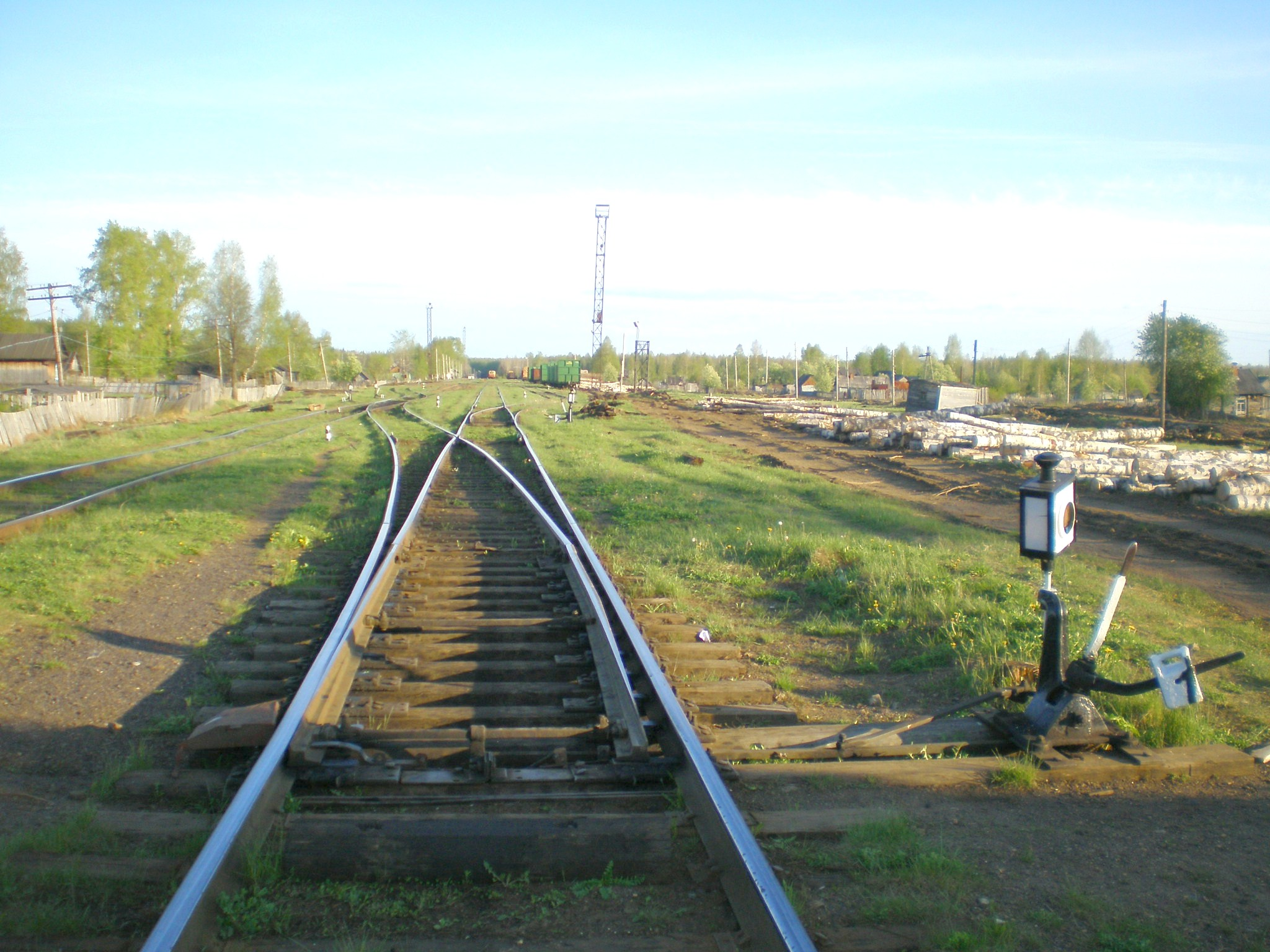
Нечётная горловина станции
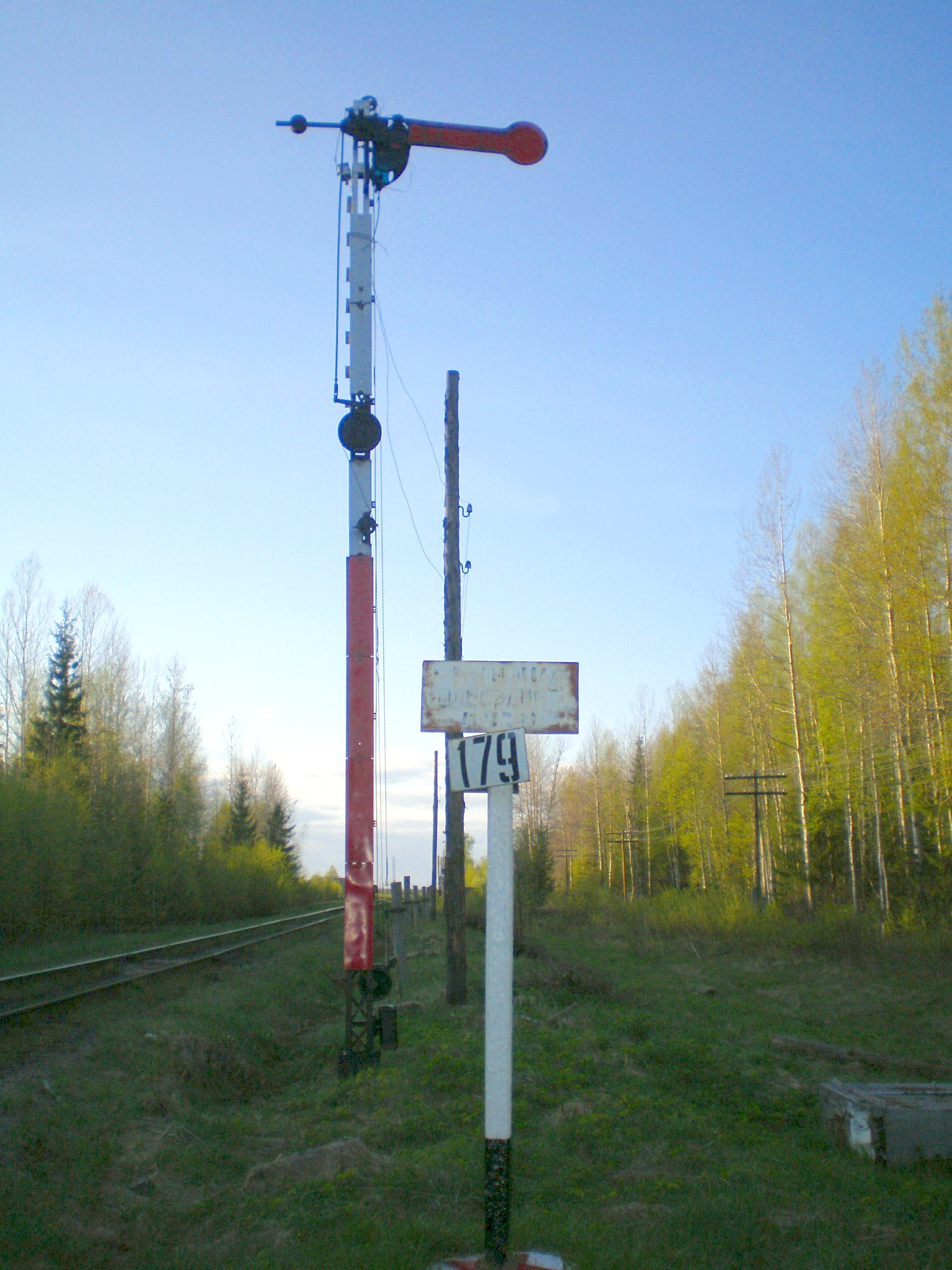
Семафор на южной границе станции. Конец линии ГЖД
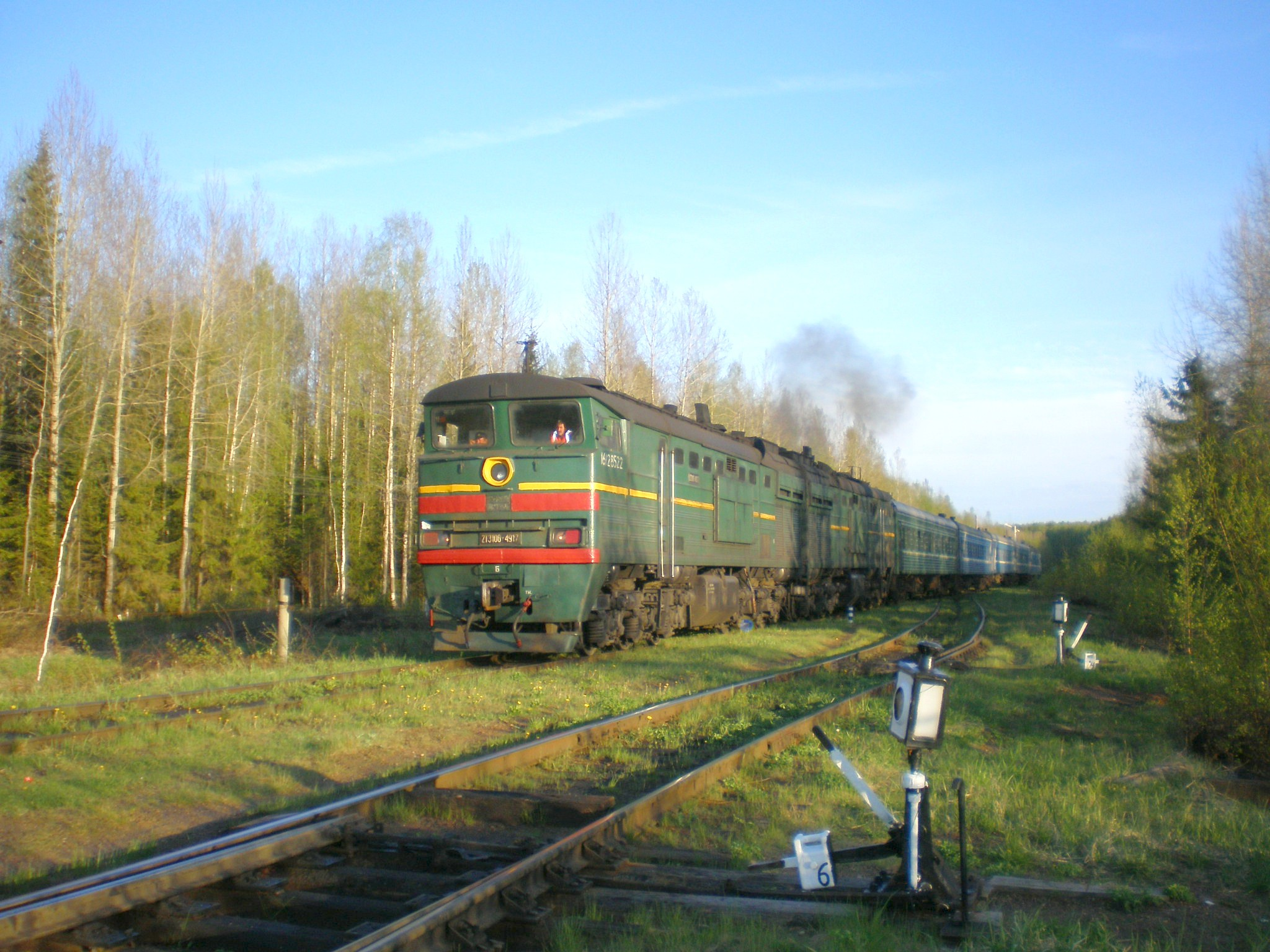
Поезд сообщением Яр — Верхнекамская прибывает на станцию

## Пригородное следование по станции
Пригородные перевозки по станции Верхнекамская обслуживает Волго-Вятская пригородная пассажирская компания (ВВППК). По состоянию на 2017 год, станция является конечной для пригородных поездов, следующих из Яра и Кирова.